# Kavicson ülő lány

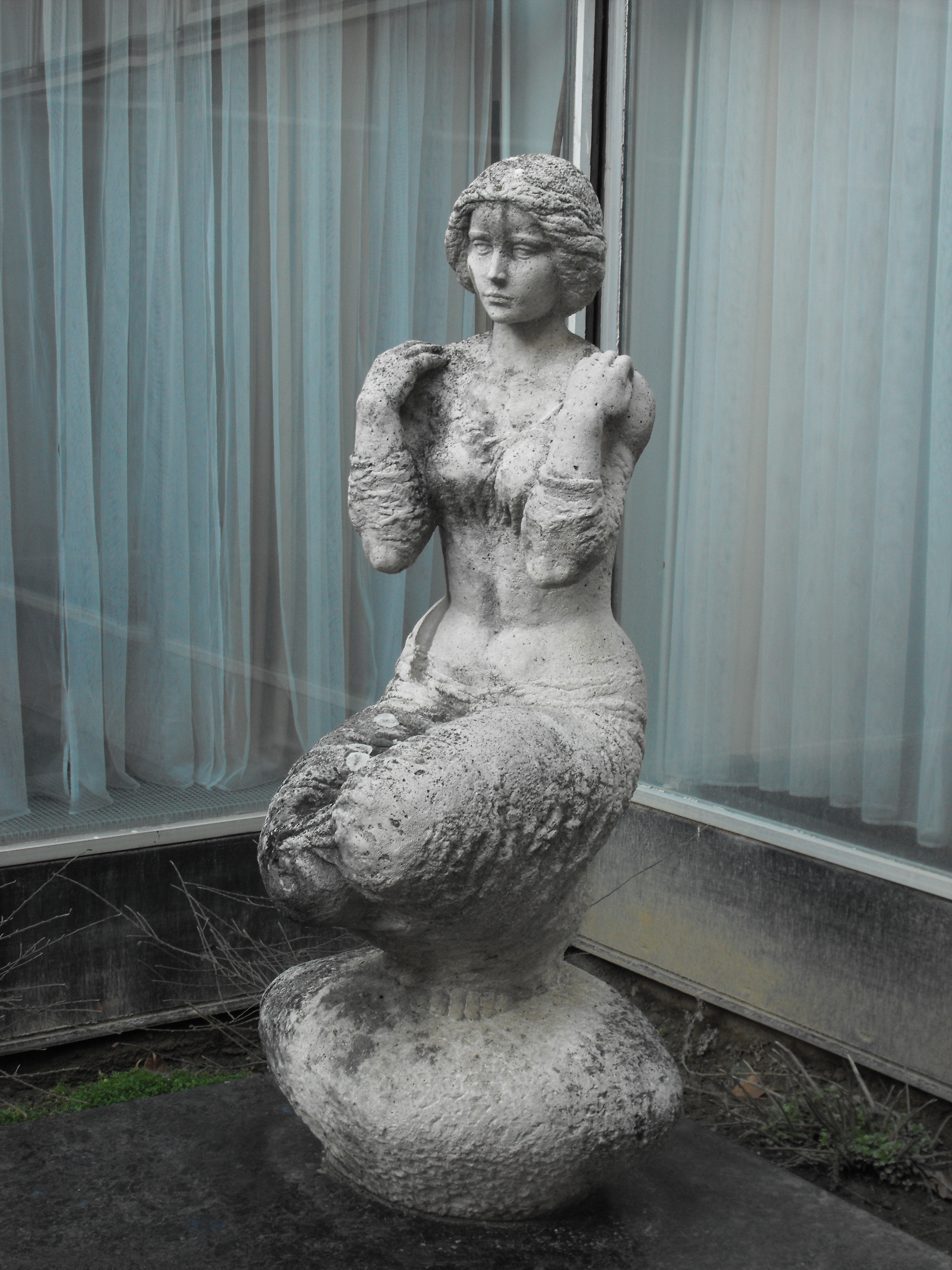
A szobor

A Kavicson ülő lány egy makói szobor, amely a Belvárosban található.
A makói József Attila Könyvtár 1971-ben felavatott épületének egyik sajátos jellemzője volt az ablakokkal körülvett belső udvar. Ez a szinte szigetként elkülönített rész meghitt nyugalmat és természetes fényt biztosított az ott tartózkodóknak. Különleges hangulatához hozzájárult a szobor jellegzetessé vált sziluettje.
Könnyedség és külső-belső egyensúly látszik a kő íves felületén gugoló, kezeit a vállára helyező nőalak testtartásán. Az időtlen szépségű, kissé zárkózott, merengő arcról némi csendes szonorúság is leolvasható.
Alkotója Tóth Valéria. A szobor süttői fehér mészkőből készült 1974-ben; egy évvel később (1975. február 8.) avatták fel a József Attila Városi Könyvtár és Múzeum belső udvarában. Forgó István Makó tanácselnöke mondott beszédet. A szép nőalak lábait maga alá húzva mereng el a kövön.
Az emblematikussá vált figura hűséges "lakója" maradt a városi könyvtárnak egészen az épület 2017-es bontásáig. Ekkor a József Attila Múzeumban várta a Makovecz-könyvtár felépülését, ahol az átriumban talált új otthonára. A bontás során körültekintően bántak a szoborral: talapzatával együtt elfektetve, letakarva készítették elő a szállításra. Mivel a téli hidegben a mészkő figura együtt mozgott a gránit aljzattal, senki sem gondolta, hogy ez a két rész valójában nincs egymáshoz rögzítve. A szállításkor derült ki, hogy a szobrot csupán a fagy tartotta össze – megemelésekor levált róla, és darabokra tört. Szigeti Miklós restaurátor vállalta a törött darabok összeillesztését.